# ماريوس رادو (لاعب كرة قدم)
ماريوس رادو (بالرومانية: Marius Radu)‏ هو لاعب كرة قدم روماني في مركز الدفاع، ولد في 1 يونيو 1977 في Iernut ‏ في رومانيا. لعب مع نادي تيانجين تيدا.

## وصلات خارجية
- ماريوس رادو (لاعب كرة قدم) على موقع قاعدة بيانات كرة القدم.إي يو (الإنجليزية)
- ماريوس رادو (لاعب كرة قدم) على موقع Soccerway.com (الإنجليزية)